# Стенфордський тор

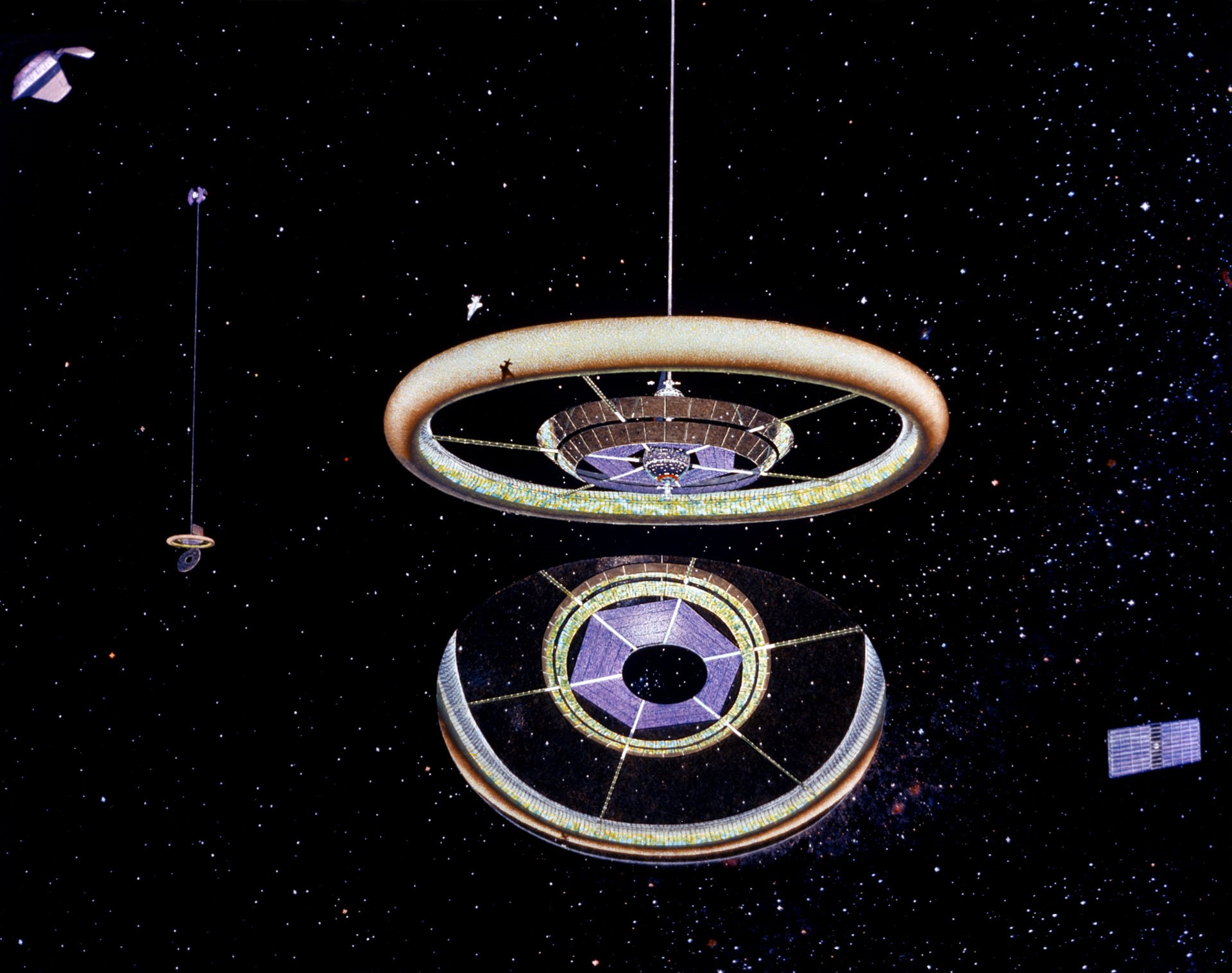
Зовнішній вигляд стенфордського тора. Центр підстави — нерухоме сонячне дзеркало, яке відбиває сонячне світло на обертове кільце з вторинних дзеркал навколо центру.

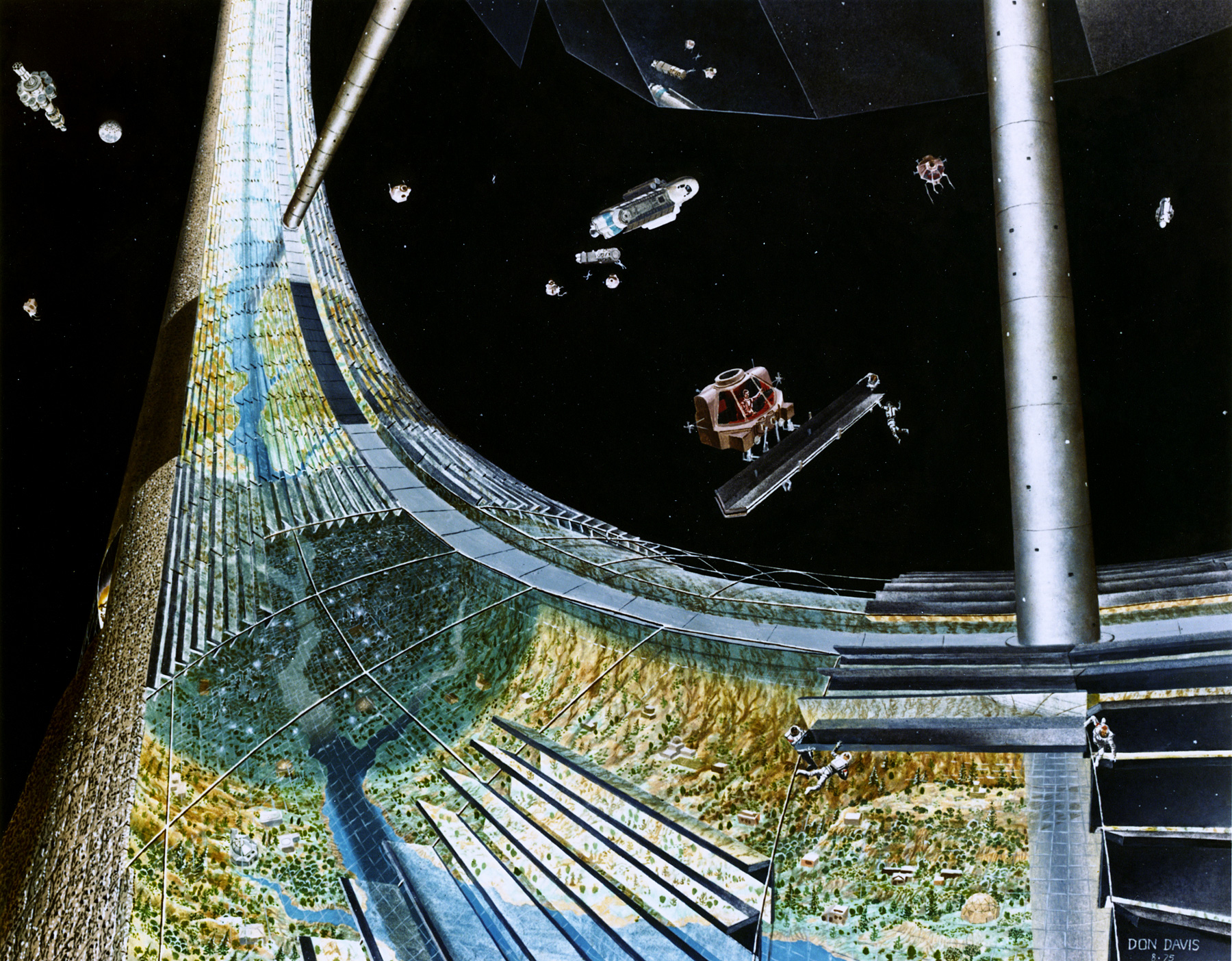
Зовнішній вигляд Стенфордського тора в частковому розрізі.

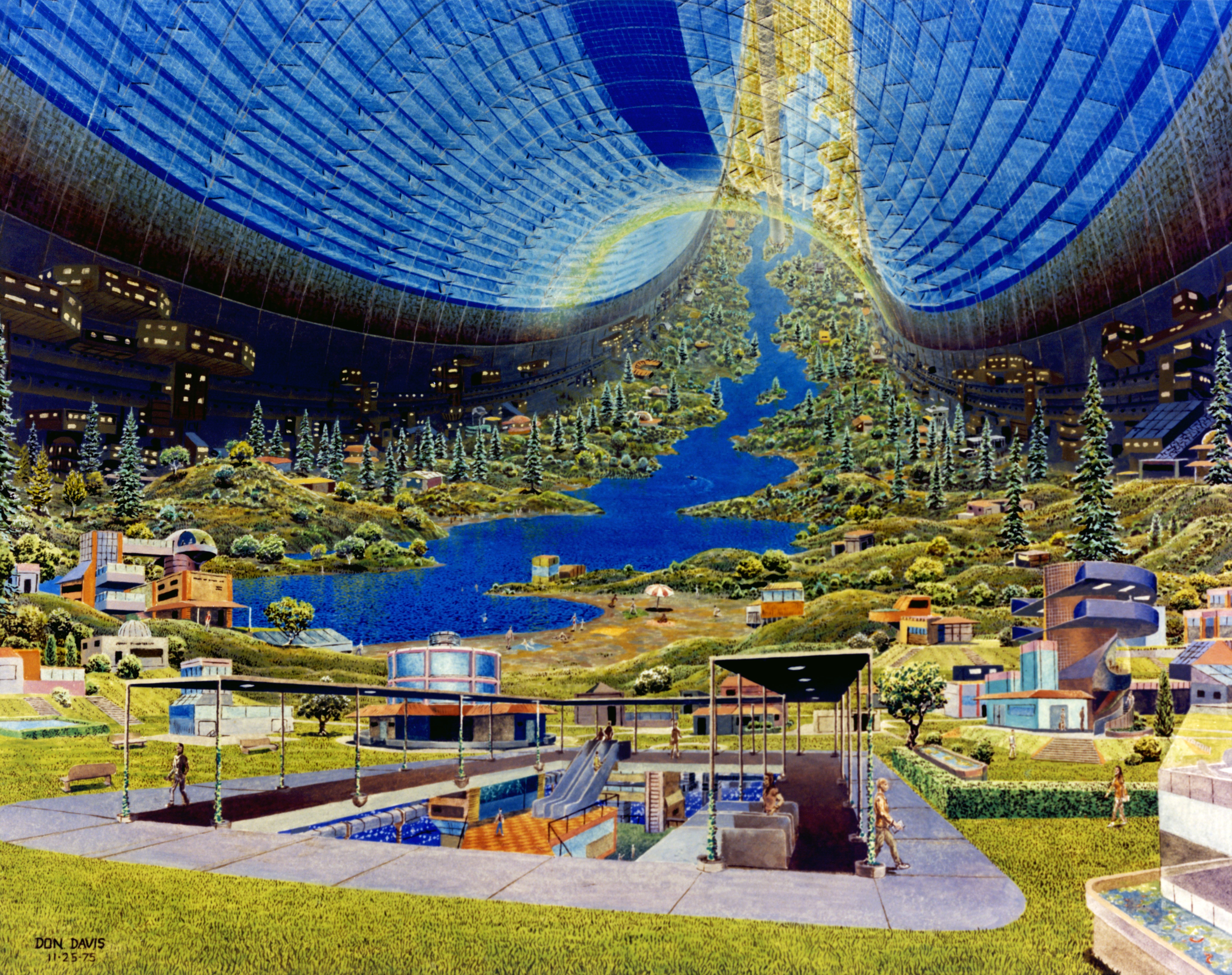
Внутрішній вигляд стенфордського тора, малюнок Доналда. Е Девіса.

Стенфордський тор — проєкт космічного поселення (великої космічної станції, так званого «Просторового середовища») у формі тора (бублика), здатного вмістити від 10 до 140 тис. постійно проживаючих людей.
Стенфордський тор було запропоновано протягом літа 1975 НАСА студентами Стенфордського університету з метою осмислити проєкт майбутніх космічних колоній. Пізніше Джерард О'Нілл представив свій Острів Один або Сферу Бернала, як альтернативу тору. «Стенфордський тор», тільки у більш детальній версії, що являє собою концепцію кільцеподібної обертової космічної станції, був представлений Вернером фон Брауном (або Вернеру фон Брауну).
В роботі 1975 року описано тор діаметром близько 1,8 кілометра, у якому проживає 10 000 осіб. Він обертається навколо своєї осі (1 оберт на хвилину), створюючи штучну гравітацію в 0,9-1 g у внутрішній частині зовнішнього кільця внаслідок відцентрової сили.
Сонячне світло надходить всередину через систему дзеркал. Кільце з'єднується з маточиною через «спиці», що є коридорами для руху людей і вантажів з осі й назад. Нарешті, маточина на обертовій осі станції відчуває найменшу штучну гравітацію і найкраще підходить для стикувального вузла для приймання космічних кораблів. Невагомість створюється в нерухомому модулі, який приєднано до осі станції.
Внутрішній простір тора є житловим, він досить великий для створення штучної екосистеми та природного оточення. Всередині він подібний до довгої вузької льодовикової долини, чиї кінці, зрештою, вигинаються вгору, щоб сформувати коло. Населення живе тут в умовах, подібних до густонаселеного передмістя. Також всередині кільця є відділення для заняття сільським господарством і житлова частина.

## Стенфордський тор у фантастиці
У науковій фантастиці було створено багато варіантів колесоподібних космічних станцій, але можливо більш видатною була космічна станція на орбіті Землі, вигадана Артуром Кларком і Стенлі Кубриком і зображена у фільмі «Космічна одіссея 2001».
- У романах трилогії про Гею (Gaea Trilogy) Джона Варлі описується незвичайний природний (?) Супутник Сатурна, схожий на Стенфордський тор.
- У аніме-серіалі Mobile Suit Gundam Wing найбільше число космічних колоній на земній орбіті має форму Стенфордського тора. Аніме серії Mobile Suit Gundam 00 також зображує орбітальну станцію типу Стенфордського тора.
- У 2009 році вийшов фільм «Пан Ніхто», в якому головний герой подорожував на Марс на кораблі, частина якого мала форму Стенфордського тора.
- В Іграх X³: Возз'єднання і X³: Земний конфлікт Головна станція захисту землі «Торус» є гігантським варіантом Стенфордського тора. Пізніше ця станція була саботована. Також більшість станцій раси Аргон і Землі мають схожі зі Стенфордським тором частини.
- У серіалі Доктор Хто в серіях «The Ark in space» і в «Revenge of the Cybermen» є станції у формі Стенфордського тора.
- У фільмі «Елізіум» космічна станція частково відповідає проєкту Стенфордського тора.
- Таку форму має зореліт «Ixion» у однойменній відеогрі 2022 року.